# Grzebacznik duży
Grzebacznik duży (Cremnomys elvira) – gatunek gryzonia z rodziny myszowatych, występujący w Indiach.
Gatunek został opisany naukowo przez J. Ellermana, opis ukazał się w 1947 roku na łamach „Annals and Magazine of Natural History”.

## Biologia
Gryzoń ten zamieszkuje wyłącznie Ghaty Zachodnie w stanie Tamilnadu, w zachodniej części Półwyspu Indyjskiego. Występuje w tropikalnych suchych lasach liściastych, w skalistych miejscach, powyżej 600 m n.p.m. Prowadzi nocny tryb życia, kopie nory.

## Populacja
Grzebacznik duży jest uznawany za gatunek krytycznie zagrożony ze względu na bardzo ograniczony zasięg występowania. Obszar występowania ma poniżej 100 km², z czego gryzonie prawdopodobnie zamieszkują mniej niż 10 km². Populacja maleje, zagraża jej utrata siedlisk związana z wylesianiem na potrzeby rolnictwa i plantacji. Mimo tego w indyjskim prawie ochrony przyrody z 1972 roku C. elvira jest zaliczony do szkodników.